# Дюмениль, Рене
Рене Альфонс Адольф Дюмениль (фр. René Alphonse Adolphe Dumesnil; 19 июня 1879, Руан — 24 декабря 1967, Париж) — французский врач, музыкальный критик, историк музыки, литературовед.

## Биография
Изучал в Сорбонне литературу и медицину. На протяжении многих лет выступал как музыкальный критик в газетах «Mercure de France», а затем, с 1945 года, «Le Monde». В 1965 году был избран действительным членом Академии изящных искусств.
Как литературовед известен многочисленными работами о Гюставе Флобере, как музыковед — прежде всего, масштабным обзорным трудом «Иллюстрированная история музыкального театра» (фр. Histoire illustrée du théâtre lyrique; 1953) и книгой о Рихарде Вагнере (1929, дополненное издание 1954). Написал также монографию о «Дон Жуане» Моцарта (1927, дополненное издание 1955), очерк «Современная музыка во Франции» (фр. La Musique contemporaine en France; 1930, дополненное издание 1949) и др. В 1955 году переработал третий том «Истории музыки от истоков до начала XX века» Жюля Комбарьё; позднее продолжил его труд, дописав 4-й и 5-й тома. По-русски опубликована книга «Современные французские композиторы группы „Шести“» (1964, перевод И. Зубкова, вступительная статья М. Друскина).